# Świat Rocannona
Świat Rocannona (tyt. oryg. Rocannon's World) – amerykańska  powieść science fiction z elementami fantasy (uznawana za klasykę gatunku science fantasy), debiut Ursuli K. Le Guin. Powieść wchodzi w skład cyklu Ekumeny i tworzy trylogię z powieściami: Planeta wygnania i Miasto złudzeń
Powieść została opublikowana w 1966 przez wydawnictwo Ace Books. Polską edycję wydał Amber w 1990 w tłumaczeniu Lecha Jęczmyka i Danuty Górskiej; w 2015 ukazało się w Polsce  wydanie zbiorowe cyklu.

## Fabuła
Powieść opisuje schyłek istnienia Ligi Wszystkich Światów. Bohaterem jest kosmoetnograf, którego statek zostaje zniszczony przez wrogów Ligi. Rocannon angażuje mieszkańców planety, wybierając się z nimi na awanturniczą wyprawę w celu zniszczenia bazy agresorów. Podczas niej odkrywa w sobie dar telepatii. Używając ansibla, wzywa nadświetlne automatyczne krążowniki kosmiczne, które niszczą bazę wroga. Sam dożywa swoich dni na planecie, która zostaje potem nazwana jego imieniem.

## Analiza
Anita Całek analizowała powieść pod kątem tematów takich jak obcość i antropocentryzm.

## Powiązania z innymi utworami
- Prologiem powieści jest opowiadanie Naszyjnik Semley.
- W powieści po raz pierwszy został wykorzystany ansibl – wymyślone przez autorkę urządzenie do natychmiastowego przekazu informacji.